# جون بي. دي. كوغزويل
جون بي. دي. كوغزويل هو محامي وسياسي أمريكي، ولد في 6 يونيو 1829 في Yarmouth, Massachusetts ‏ في الولايات المتحدة، وتوفي في 11 يونيو 1889. انتخب عضو مجلس نواب ماساتشوستس ‏.